# 派恩山 (加利福尼亞州)
派恩山（英語：Pine Hills）是位於美國加利福尼亞州洪堡縣的一個人口普查指定地區。

## 地理
派恩山的座標為40°43′59″N 124°09′08″W / 40.73306°N 124.15222°W，而該地最高點為海拔高度128米（即420英尺）。

## 人口
根據2010年美國人口普查的數據，派恩山的面積為26.313平方千米，當中陸地面積為26.205平方千米，而水域面積為0.108平方千米。當地共有人口3131人，而人口密度為每平方千米118人。